# 68è Festival Internacional de Cinema de Canes
El 68è Festival Internacional de Cinema de Canes es va dur a terme del 13 al 24 de maig de 2015. Joel i Ethan Coen van ser els Presidents del Jurat de la competició principal. Va ser la primera vegada que dues persones van presidir el jurat. Atès que els germans Coen van rebre un vot per separat, se'ls van unir set jurats per formar el consell habitual de nou jurats. L'actor francès Lambert Wilson va ser l'amfitrió de les cerimònies d'obertura i tancament.
La Palma d'Or va ser atorgada a la pel·lícula francesa Dheepan dirigida per Jacques Audiard. En guanyar el premi Audiard va dir que "rebre un premi dels germans Coen és una cosa bastant excepcional. Estic molt tocat".
El cartell del festival va comptar amb l'estrella de Hollywood i l'actriu sueca Ingrid Bergman, fotografiada per David Seymour. El cartell va ser escollit per retre homenatge a Bergman per les seves contribucions a les pel·lícules i que també va exercir com a president del jurat al 26è Festival Internacional de Cinema de Canes (1973). En el marc de l'homenatge a Bergman, es va projectar el documental suec Jag är Ingrid a la secció de Cannes Classics.
La tête haute, dirigida per Emmanuelle Bercot, fou la pel·lícula d'apertura del festival. Aquesta va ser la segona pel·lícula inaugural de la història del festival que havia estat dirigida per una dona, després d'Un homme amoureux de Diane Kurys que va obrir el 40è Festival Internacional de Cinema de Canes (1987). La Glace et le Ciel, dirigida per Luc Jacquet, va ser la pel·lícula de clausura del festival. Les pel·lícules d'obertura i de clausura van ser seleccionades per la força i la importància dels seus missatges: —La tête haute per la forma en què els seus temes responen a l'atemptat contra Charlie Hebdo i La Glace et le Ciel per la seva preocupació pel futur del planeta.
La directora francesa Agnès Varda va ser presentada amb la Palma d'Or honorífica a la cerimònia de clausura del festival. També és la primera dona cineasta que va rebre el premi.
El 16 d'abril de 2015 es va anunciar la selecció oficial de pel·lícules del festival de 2015, inclosa la formació de la Competicií principal.
Al festival, el director Thierry Fremaux va demanar a les celebritats que s'abstinguessin de fer-se selfies a la catifa vermella. Tot i que no tenia els poders per prohibir completament les imatges de la catifa vermella, Thierry Fremaux va instar les celebritats a resistir la temptació.

## Jurat

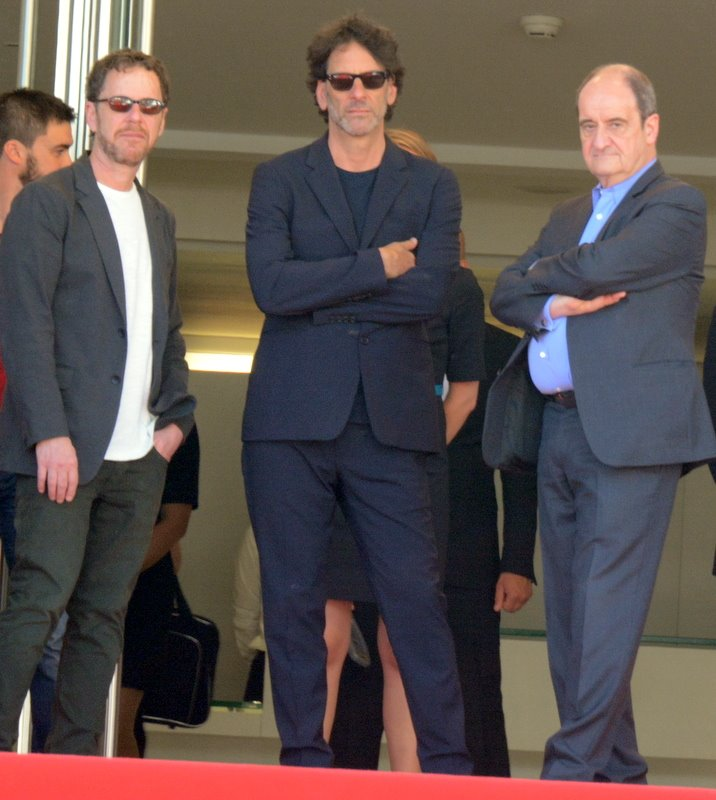
Ethan i Joel Coen, presidents del jurat, amb el president del Festival Pierre Lescure.

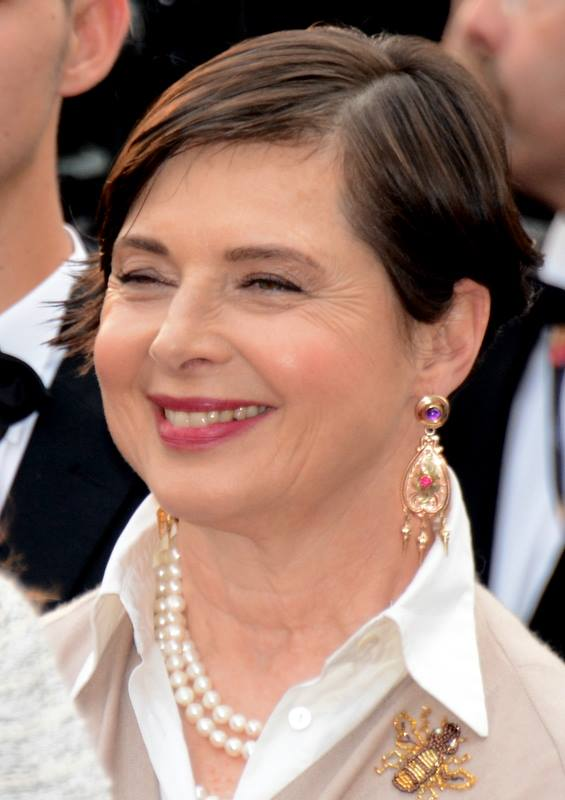
Isabella Rossellini, presidenta del jurat d'Un Certain Regard

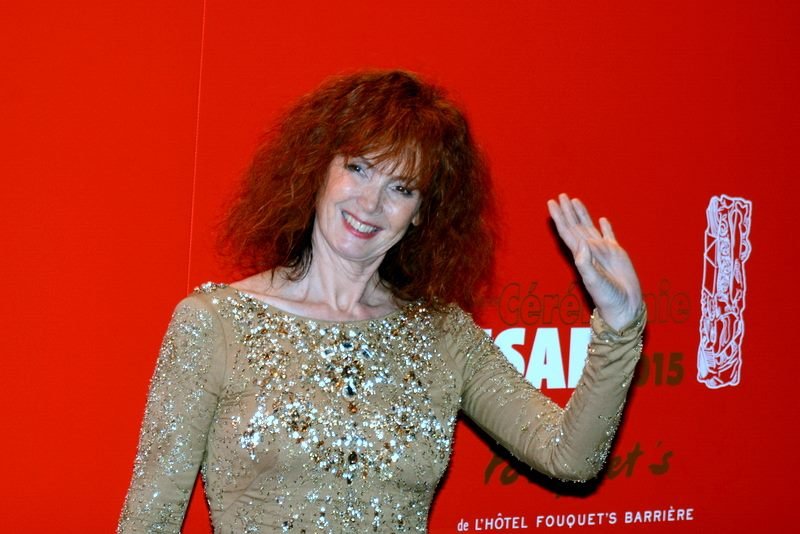
Sabine Azéma, presidenta del jurat Camera d'Or

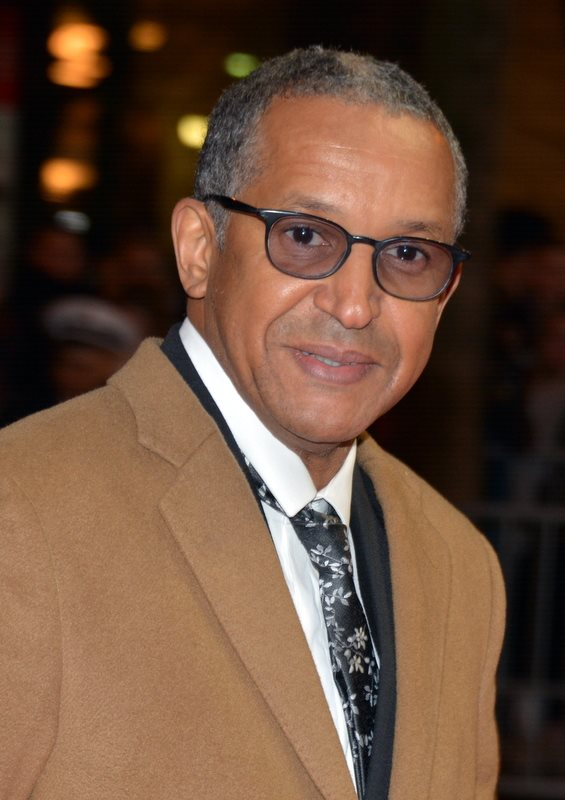
Abderrahmane Sissako, president del jurat Cinéfondation i curtmetratges

### Competició principal
Les següents persones foren nomenades per formar part del jurat de la competició principal en l'edició de 2015, anunciades el 21 d'abril de 2015:
- Joel i Ethan Coen, directors estatunidencs, Presidents
- Rossy de Palma, actriu espanyola
- Sophie Marceau, actriu i directora francesa
- Sienna Miller, actriu anglesa
- Rokia Traoré, cantant i compositor malià
- Guillermo del Toro, director mexicà
- Xavier Dolan, director i actor canadenc
- Jake Gyllenhaal, actor estatunidenc

### Un Certain Regard
- Isabella Rossellini, actriu italoamericana, Presidenta[20][21]
- Haifaa al-Mansour, director saudita
- Nadine Labaki, directora i actriu libanesa
- Panos H. Koutras, director grec
- Tahar Rahim, actor francès

### Cinéfondation i curtmetratges
- Abderrahmane Sissako, director maurità, President[22][23]
- Joana Hadjithomas, directora libanesa
- Rebecca Zlotowski, directora francesa
- Cécile de France, actriu belga
- Daniel Olbrychski, actor polonès

### Càmera d'Or
- Sabine Azéma, actriu francesa, President[24][25]
- Delphine Gleize, director francès
- Melvil Poupaud, actor francès
- Claude Garnier, cienasta francès
- Didier Huck, executiu de Technicolor
- Yann Gonzalez, director francès
- Bernard Payen, crític i conservador francès

### Jurats independents
Gran Premi Nespresso (Setmana Internacional de la Crítica)
- Ronit Elkabetz, actriu i directora israeliana, Presidenta[4][26]
- Katell Quillévéré, directora franceas
- Peter Suschitzky, cineasta anglès
- Andréa Picard, conservadora i crítica francesa
- Boyd van Hoeij, crític neerlandpes

L'Œil d'or
- Rithy Panh, directors de documentals franco-cambodjà, President[27][28]
- Nicolas Philibert, director de documentals francès
- Irène Jacob, actriu franco-suïssa
- Diana El Jeiroudi, productora de documentals siriana
- Scott Foundas, crític estatunidenc

Palma Queer
- Desiree Akhavan, directora i actriu iraniano-estatunidenca, Presidenta[29]
- Ava Cahen, periodista francea
- Elli Mastorou, periodista belga
- Nadia Turincev, productora francesa
- Laëtitia Eïdo, actriu francesa

## Selecció oficial

### En competició – pel·lícules
Les següents pel·lícules, anunciades en conferència de premsa el 16 d'abril de 2014, competiren per la Palma d'Or. Es van afegir dues pel·lícules a la programació principal del concurs el 23 d'abril de 2015, Valley of Love, dirigida per Guillaume Nicloux, i Chronic, dirigida per Michel Franco. El guanyador de la Palma d'Or ha estat il·luminat.
| Títol original                                 | Director(s)       | País                                               |
| ---------------------------------------------- | ----------------- | -------------------------------------------------- |
| Ci ke Nie Yin Niang 聶隱娘                     | Hou Hsiao-hsien   | Taiwan, R.P. de la Xina, Hong Kong, França         |
| Carol (QP)                                     | Todd Haynes       | Regne Unit, Estats Units                           |
| Chronic                                        | Michel Franco     | Mèxic, França                                      |
| Dheepan                                        | Jacques Audiard   | França                                             |
| The lobster                                    | Yorgos Lanthimos  | Grècia, França, Irlanda, Països Baixos, Regne Unit |
| Louder Than Bombs                              | Joachim Trier     | Noruega, França, Dinamarca, Estats Units           |
| Macbeth                                        | Justin Kurzel     | Regne Unit, França, Estats Units                   |
| Marguerite et Julien (QP)                      | Valérie Donzelli  | França                                             |
| La Loi du marché                               | Stéphane Brizé    | França                                             |
| Mia Madre                                      | Nanni Moretti     | Itàlia                                             |
| Mountains May Depart 山河故人 / Shan He Gu Ren | Jia Zhangke       | R.P. de la Xina, Japó, França                      |
| Mon roi                                        | Maïwenn           | França                                             |
| Umimachi Diary 海街diary                       | Hirokazu Koreeda  | Japó                                               |
| The Sea of Trees                               | Gus Van Sant      | Estats Units                                       |
| Sicario                                        | Denis Villeneuve  | Estats Units                                       |
| Saul fia (CdO)                                 | László Nemes      | Hongria                                            |
| Il racconto dei racconti                       | Matteo Garrone    | Itàlia, França, Regne Unit                         |
| Valley of Love                                 | Guillaume Nicloux | França                                             |
| Youth                                          | Paolo Sorrentino  | Itàlia, França, Suïssa, Regne Unit                 |

(CdO) indica pel·lícula elegible a la Caméra d'Or a la pel·lícula de debut. - (QP) indica pel·lícula eligible a la Palma Queer.

### Un Certain Regard
Les següents pel·lícules foren seleccionades per competir a la secció Un Certain Regard. Lamb, la primera pel·lícula dirigida per Yared Zeleke, també ha estat la primera pel·lícula etíop inclosa a la selecció oficial. An, dirigida per Naomi Kawase, fou la pel·lícula d'apertura de la secció Un Certain Regard. El guanyador del premi Un Certain Regard ha estat il·luminat.
| Títol original             | Director(s)               | País                               |
| -------------------------- | ------------------------- | ---------------------------------- |
| Alias Maria                | José Luis Rugeles Gracia  | Colòmbia, Argentina, França        |
| Rak Ti Khon Kaen รักที่ขอนแก่น | Apichatpong Weerasethakul | Tailàndia                          |
| Las elegidas               | David Pablos              | Mèxic                              |
| Maryland                   | Alice Winocour            | França                             |
| Masaan (CdO)               | Neeraj Ghaywan            | Índia                              |
| Chauthi Koot               | Gurvinder Singh           | Índia                              |
| Zvizdan                    | Dalibor Matanić           | Croàcia, Eslovènia                 |
| Je suis un soldat (CdO)    | Laurent Larivière         | França, Bèlgica                    |
| Kishibe no tabi 岸辺の旅   | Kiyoshi Kurosawa          | Japó                               |
| Lamb (CdO)                 | Yared Zeleke              | Etiòpia, França, Alemanya, Noruega |
| Madonna 마돈나             | Shin Su-won               | Corea del Sud                      |
| Nahid (CdO) ناهید          | Ida Panahandeh            | Iran                               |
| Un etaj mai jos            | Radu Muntean              | Romania                            |
| The Other Side (ŒdO)       | Roberto Minervini         | Estats Units, Itàlia               |
| Hrútar                     | Grímur Hákonarson         | Islàndia                           |
| Muroehan 무뢰한            | Oh Seung-uk               | Corea del Sud                      |
| An あん                    | Naomi Kawase              | Japó                               |
| Taklub                     | Brillante Mendoza         | Filipines                          |
| Comoara                    | Corneliu Porumboiu        | Romania                            |

(CdO) indica pel·lícula elegible a la Caméra d'Or a la pel·lícula de debut. - (ŒdO) indica pel·lícula elegible a L'Œil d'or al millor documental.

### Pel·lícules fora de competició
Les següents pel·lícules foren seleccionades per ser projectades fora de competició:
| Títol original                                     | Director(s)       | País                    |
| -------------------------------------------------- | ----------------- | ----------------------- |
| La Glace et le ciel (pel·lícula de clausura) (ŒdO) | Luc Jacquet       | França                  |
| Inside Out                                         | Pete Docter       | Estats Units            |
| Irrational Man                                     | Woody Allen       | Estats Units            |
| The Little Prince                                  | Mark Osborne      | França                  |
| Mad Max: Fury Road                                 | George Miller     | Austràlia, Estats Units |
| La Tête haute (pel·lícula d'apertura)              | Emmanuelle Bercot | França                  |
| Projeccions a mitjanit                             |                   |                         |
| Amy (ŒdO) (QP)                                     | Asif Kapadia      | Regne Unit              |
| Love (QP)                                          | Gaspar Noé        | França                  |
| Opiseu (CdO) 오피스                                | Hong Won-chan     | Corea del Sud           |

(CdO) indica pel·lícula elegible a la Caméra d'Or a la pel·lícula de debut. - (ŒdO) indica pel·lícula elegible a L'Œil d'or al millor documental. - (QP) indica pel·lícula eligible a la Palma Queer.

### Projeccions especials
| Títol original                                                                     | Director(s)       | País                 |
| ---------------------------------------------------------------------------------- | ----------------- | -------------------- |
| Hayored lema'ala (CdO) היורד למעלה                                                 | Elad Keidan       | Israel               |
| Amnesia                                                                            | Barbet Schroeder  | Suïssa, França       |
| Une histoire de fou                                                                | Robert Guédiguian | França               |
| Asphalte                                                                           | Samuel Benchetrit | França               |
| Oka (ŒdO)                                                                          | Souleymane Cissé  | Mali                 |
| Panama (CdO)                                                                       | Pavle Vučković    | Sèrbia               |
| A Tale of Love and Darkness (CdO) סיפור על אהבה וחושך / Sipur al ahava ve choshech | Natalie Portman   | Estats Units, Israel |

(CdO) indica pel·lícula elegible a la Caméra d'Or a la pel·lícula de debut. - (ŒdO) indica pel·lícula elegible a L'Œil d'or al millor documental.

### Cinéfondation
La secció Cinéfondation se centra en les pel·lícules realitzades per estudiants a les escoles de cinema. Es van seleccionar les 18 entrades següents (14 pel·lícules de ficció i 4 pel·lícules d'animació) de 1.600 treballs. Més d'un terç de les pel·lícules seleccionades representen escoles que participen per primera vegada a Cinéfondation. També és la primera vegada que s'ha seleccionat una pel·lícula que representa una escola de cinema espanyola. El guanyador del primer premi Cinéfondation ha estat il·luminat.
| Títol                                      | Director(s)                                                                     | Escola                                                     |
| ------------------------------------------ | ------------------------------------------------------------------------------- | ---------------------------------------------------------- |
| Четырнадцать шагов / Chetyrnadtsat' shagov | Maksim Shavkin                                                                  | Moscow School of New Cinema, Rússia                        |
| Abwesend                                   | Eliza Petkova                                                                   | dffb, Alemanya                                             |
| Anfibio                                    | Héctor Silva Núñez                                                              | EICTV, Cuba                                                |
| Leonardo                                   | Félix Hazeaux, Thomas Nitsche, Edward Noonan, Franck Pina, & Raphaëlle Plantier | MOPA (formerly Supinfocom-Arles), França                   |
| Locas perdidas                             | Ignacio Juricic Merillán                                                        | Carrera de Cine y TV Universidad de Chile, Xile            |
| El ser mágnetico                           | Mateo Bendesky                                                                  | Universidad del Cine, Argentina                            |
| Manoman                                    | Simon Cartwright                                                                | National Film and Television School, Regne Unit            |
| Het Paradijs                               | Laura Vandewynckel                                                              | RITS School of Arts Brussels, Bèlgica                      |
| Retriever                                  | Tomáš Klein i Tomáš Merta                                                       | FAMU Prague, Txèquia                                       |
| возвращение Эркин / Vozvrashenie Erkina    | Maria Guskova                                                                   | High Courses for Scriptwriters & Film Directors, Rússia    |
| Share                                      | Pippa Bianco                                                                    | AFI Directing Workshop for Women, Estats Units             |
| کشتارگاه / Koshtargah                      | Behzad Azadi                                                                    | Art University of Tehran, Iran                             |
| עשרה רחובות, מאה עצים                      | Miki Polonski                                                                   | Minshar for Art, Israel                                    |
| Ainahan ne palaa                           | Salla Sorri                                                                     | Aalto University-ELO Film School Helsinki Finlàndia        |
| Tsunami                                    | Sofie Kampmark                                                                  | The Animation Workshop, Dinamarca                          |
| 日光之下 / Ri guang zhi xia                | Qiu Yang                                                                        | The VCA, Film & TV School, Melbourne University, Austràlia |
| Victor XX                                  | Ian Garrido López                                                               | ESCAC, Espanya                                             |
| Les Chercheurs                             | Aurélien Peilloux                                                               | La Fémis, França                                           |

### Curtmetratges en competició
Els següents curtmetratges foren escollits d'entre 4.550 per competir per la Palma d'Or al millor curtmetratge: The Short film Palme d'Or winner has been il·luminat.
| Títol original                                    | Director(s)               | País                        |
| ------------------------------------------------- | ------------------------- | --------------------------- |
| السلام عليك يا مريم / Assalammu 'aleiki ya Maryam | Basil Khalil              | Palestina, França, Alemanya |
| Copain                                            | Jan Roosens & Raf Roosens | Bèlgica                     |
| The Guests                                        | Shane Danielsen           | Austràlia                   |
| Love Is Blind                                     | Dan Hodgson               | Regne Unit                  |
| Patriot                                           | Eva Riley                 | Regne Unit                  |
| Presente imperfecto                               | Iair Said                 | Argentina                   |
| Le Repas dominical                                | Céline Devaux             | França                      |
| Salı                                              | Ziya Demirel              | Turquia, França             |
| Moug 98 موج ٩٨                                    | Ely Dagher                | Líban, Qatar                |

### Cannes Classics
La programació de la secció Cannes Classics fou anunciada el 30 d'abril de 2015. El director grecofrancès Costa-Gavras fou anunciat com a convidat d'honor honor. Com a tribut a la seva mort recent, Cannes Classics va exhibir la pel·lícula pòstuma de Manoel de Oliveira rodada el 1982 Visita ou Memórias e Confissões. Fins aleshores la pel·lícula no s'havia exhibit fora de Portugal.
| Títol original                                               | Director(s)                       | País                     |
| ------------------------------------------------------------ | --------------------------------- | ------------------------ |
| Tributs                                                      |                                   |                          |
| Ciutadà Kane (1941)                                          | Orson Welles                      | Estats Units             |
| La dama de Xangai (1947)                                     | Orson Welles                      | Estats Units             |
| Lumière!                                                     | Louis Lumière                     | França                   |
| More (1969)                                                  | Barbet Schroeder                  | RFA, França, Luxemburg   |
| Visita ou Memórias e Confissões                              | Manoel de Oliveira                | Portugal                 |
| Z (1969)                                                     | Costa-Gavras                      | França, Algèria          |
| Documentals sobre Cinema                                     |                                   |                          |
| By Sidney Lumet (ŒdO)                                        | Nancy Buirski                     | Estats Units             |
| Depardieu grandeur nature (CdO) (ŒdO)                        | Richard Melloul                   | França                   |
| Harold and Lillian: A Hollywood Love Story * (ŒdO)           | Daniel Raim                       | Estats Units             |
| Hitchcock/Truffaut (ŒdO)                                     | Kent Jones                        | Estats Units             |
| Jag är Ingrid (ŒdO)                                          | Stig Björkman                     | Suècia                   |
| Orson Welles, autopsie d'une légende (ŒdO)                   | Elisabeth Kapnist                 | França                   |
| Sembene! (CdO) (ŒdO)                                         | Samba Gadjigo & Jason Silverman   | Estats Units, Senegal    |
| Steve McQueen: The Man & Le Mans (ŒdO)                       | Gabriel Clarke i John McKenna     | Estats Units, Regne Unit |
| This Is Orson Welles (ŒdO)                                   | Clara Kuperberg & Julia Kuperberg | França                   |
| Aniversari dels Seixanta Anys de la Creació de la Palma d'Or |                                   |                          |
| La Légende de la Palme d'or * (CdO) (ŒdO)                    | Alexis Veller                     | França                   |

| Pel·lícules restaurades                                                                                       | Pel·lícules restaurades | Pel·lícules restaurades | Pel·lícules restaurades |
| Títol original                                                                                                | Director(s)             | País                    |                         |
| --- | ----------------------- | ----------------------- | ----------------------- |
| Jingi naki tatakai (1973) 仁義なき戦い                                                                        | Kinji Fukasaku          | Japó                    |                         |
| La Noire de… * (1966)                                                                                         | Ousmane Sembène         | França, Senegal         |                         |
| Ascenseur pour l'échafaud (1958)                                                                              | Louis Malle             | França                  |                         |
| Insiang * (1976)                                                                                              | Lino Brocka             | Filipines               |                         |
| Marius (1931)                                                                                                 | Alexander Korda         | França                  |                         |
| La Marseillaise (1938)                                                                                        | Jean Renoir             | França                  |                         |
| La historia oficial (1985)                                                                                    | Luis Puenzo             | Argentina               |                         |
| Les Ordres (1974)                                                                                             | Michel Brault           | Canadà                  |                         |
| Panique (1946)                                                                                                | Julien Duvivier         | França                  |                         |
| Ran (1985) | Akira Kurosawa          | Japó                    |                         |
| Rocco e i suoi fratelli * (1960)                                                                              | Luchino Visconti        | Itàlia, França          |                         |
| Szegénylegények (1965)                                                                                        | Miklós Jancsó           | Hongria                 |                         |
| Zangiku monogatari (1939) 残菊物語                                                                            | Kenji Mizoguchi         | Japó                    |                         |
| Sur (1988) | Fernando Solanas        | Argentina, França       |                         |
| The Third Man (1949)                                                                                          | Carol Reed              | Regne Unit              |                         |
| Xiá nǚ (1971) 俠女                                                                                            | King Hu                 | Taiwan                  |                         |
| Dobro pozhalovat, ili Postoronnim vkhod vospreshchyon (1964) Добро пожаловать, или Посторонним вход воспрещён | Elem Klimov             | Unió Soviètica          |                         |
| Les yeux brûlés (1986)                                                                                        | Laurent Roth            | França                  |                         |

(CdO) indica pel·lícula elegible a la Caméra d'Or a la pel·lícula de debut. - (ŒdO) indica pel·lícula elegible a L'Œil d'or al millor documental.
*  projecció possiblement cancel·lada.

### Cinéma de la Plage
Cinéma de la Plage és una part de la Secció Oficial del festival. Les projeccions a l'aire lliure a la platja de Canes són obertes al públic.
| Vespre       | Títol original                                 | Director(s)       | País                 |
| ------------ | ---------------------------------------------- | ----------------- | -------------------- |
| Dijous 14    | Le grand blond avec une chaussure noire (1972) | Yves Robert       | França               |
| Divendres 15 | Ran (1985)                                     | Akira Kurosawa    | Japó                 |
| Dissabte 16  | Hôtel du Nord (1938)                           | Marcel Carné      | França               |
| Diumenge 17  | Ivan Grozni (1944) Иван Грозный                | Sergei Eisenstein | Unió Soviètica       |
| Dilluns 18   | Enragés (2015)                                 | Eric Hannezo      | França, Canadà       |
| Dimarts 19   | Joe Hill (1971)                                | Bo Widerberg      | Suècia, Estats Units |
| Dimecres 20  | Terminator (1984)                              | James Cameron     | Estats Units         |
| Dijous 21    | Apollo 13 (1995)                               | Ron Howard        | Estats Units         |
| Divendres 22 | Hibernatus (1969)                              | Édouard Molinaro  | França, Itàlia       |
| Dissabte 23  | The Usual Suspects (1995)                      | Bryan Singer      | Estats Units         |

## Seccions paral·leles

### Setmana Internacional dels Crítics
La programació de la Setmana de la Crítica fou anunciada el 20 d'abril de 2015 al web de la secció. Les Anarchistes, dirigida per Elie Wajeman, i La Vie en grande, dirigida per Mathieu Vadepied, foren seleccionades com a pel·lícula d'apertura i de clausura per la secció de la Setmana Internacional dels Crítics.
Pel·lícules – El guanyador del Gran Premi Nespresso ha estat il·luminat.
| Títol original                    | Director(s)           | País                                          |
| --------------------------------- | --------------------- | --------------------------------------------- |
| Dégradé (CdO)                     | Arab and Tarzan       | França, Qatar                                 |
| Krisha (CdO)                      | Trey Edward Shults    | Estats Units                                  |
| La tierra y la sombra (CdO)       | César Augusto Acevedo | Colòmbia, França, Països Baixos, Xile, Brasil |
| Mediterranea (CdO)                | Jonas Carpignano      | Itàlia, França, Estats Units, Alemanya        |
| La patota                         | Santiago Mitre        | Argentina, Brasil, França                     |
| Sleeping Giant (CdO)              | Andrew Cividino       | Canadà                                        |
| Ni le ciel ni la terre (CdO) (QP) | Clément Cogitore      | França, Bèlgica                               |

(CdO) indica pel·lícula elegible a la Caméra d'Or a la pel·lícula de debut. - (QP) indica pel·lícula eligible a la Palma Queer.
Selecció de curts – El guanyador del premi Discovery al millor curtmetratge ha estat il·luminat.
| Títol original                     | Director(s)              | País         |
| ---------------------------------- | ------------------------ | ------------ |
| Pojkarna                           | Isabella Carbonell       | Suècia       |
| Varicella                          | Fulvio Risuleo           | Itàlia       |
| Command Action                     | João Paulo Miranda Maria | Brasil       |
| La Fin de dragon                   | Marina Diaby             | França       |
| Alles wird gut                     | Patrick Vollrath         | Alemanya     |
| The Fox Exploits the Tiger’s Might | Lucky Kuswandi           | Indonèsia    |
| Love Comes Later                   | Sonejuhi Sinha           | Estats Units |
| Jeunesse des Loups-Garous          | Yann Delattre            | França       |
| Ramona                             | Andrei Crețulescu        | Romania      |
| Too Cool for School                | Kevin Phillips           | Estats Units |

Projeccions especials
| Títol original              | Director(s)      | País          |
| --------------------------- | ---------------- | ------------- |
| Les Anarchistes             | Elie Wajeman     | França        |
| Chainataun (CdO) 차이나타운 | Han Jun-hee      | Corea del Sud |
| La vie en grand (CdO)       | Mathieu Vadepied | França        |
| Les deux amis (CdO) (QP)    | Louis Garrel     | França        |

(CdO) indica pel·lícula elegible a la Caméra d'Or a la pel·lícula de debut. - (QP) indica pel·lícula eligible a la Palma Queer.

### Quinzena dels directors
La programació de la Quinzena dels directors fou anunciada a la pàgina web de la secció el 21 d'abril. L'ombre des femmes, dirigida per Philippe Garrel, i Dope, dirigida per Rick Famuyiwa foren seleccionades com a pel·lícules d'obertura i de clausura de la secció de la Quinzena dels Directors. Actua 1, un curt de 1968 no exhibit anteriorment dirigit per Garrel, va precedir la projecció de L'ombre des femmes.
Pel·lícules – El guanyador del premi Art Cinema ha estat il·luminat.
| Títol original                         | Director(s)             | País                           |
| -------------------------------------- | ----------------------- | ------------------------------ |
| As 1001 Noites                         | Miguel Gomes            | Portugal                       |
| Allende, mi abuelo Allende (CdO) (ŒdO) | Marcia Tambutti Allende | Xile, Mèxic                    |
| Le Tout Nouveau Testament              | Jaco Van Dormael        | Luxemburg, França, Bèlgica     |
| Les Cowboys (CdO)                      | Thomas Bidegain         | França                         |
| Dope (QP)                              | Rick Famuyiwa           | Estats Units                   |
| El abrazo de la serpiente              | Ciro Guerra             | Colòmbia, Veneçuela, Argentina |
| Fatima                                 | Phillipe Faucon         | França                         |
| Green Room                             | Jeremy Saulnier         | Estats Units                   |
| Efterskalv (CdO)                       | Magnus von Horn         | França, Polònia, Suècia        |
| L'ombre des femmes                     | Philippe Garrel         | França                         |
| Much Loved (QP)                        | Nabil Ayouch            | Marroc, França                 |
| Mustang (CdO) (QP)                     | Deniz Gamze Ergüven     | França                         |
| Trois souvenirs de ma jeunesse         | Arnaud Desplechin       | França                         |
| Ramybė mūsų sapnuose                   | Šarūnas Bartas          | Lituània, França, Rússia       |
| Un día perfecto                        | Fernando León de Aranoa | Espanya                        |
| Songs My Brothers Taught Me (CdO)      | Chloé Zhao              | Estats Units                   |

(CdO) indica pel·lícula elegible a la Caméra d'Or a la pel·lícula de debut. - (ŒdO) indica pel·lícula elegible a L'Œil d'or al millor documental. - (QP) indica pel·lícula eligible a la Palma Queer.
Selecció de curtmetratges – El guanyador del premi Illy al curtmetratge ha estat il·luminat.
| Títol original       | Director(s)                             | País       |
| -------------------- | --------------------------------------- | ---------- |
| 'Quintal             | André Novais Oliveira                   | Brasil     |
| Bleu tonnerre        | Jean-Marc E. Roy i Philippe David Gagné | Canadà     |
| El pasado roto       | Martín Morgenfeld i Sebastián Schjaer   | Argentina  |
| Calme ta joie        | Emmanuel Laskar                         | França     |
| The Exquisite Corpus | Peter Tscherkassky                      | Àustria    |
| Quelques secondes    | Nora El Hourch                          | França     |
| Kung Fury            | David Sandberg                          | Suècia     |
| Pitchoune            | Reda Kateb                              | França     |
| Pueblo               | Elena López Riera                       | Espanya    |
| Rate Me              | Fyzal Boulifa                           | Regne Unit |
| Provas, Exorcismos   | Susana Nobre                            | Portugal   |

Projeccions especials
| Títol original             | Director(s)   | País |
| -------------------------- | ------------- | ---- |
| Gokudō daisensō 極道大戦争 | Takashi Miike | Japó |

### ACID
L'Associació pel Cinema Independent i la seva Distribució (ACID), una associació de cineastes francesos i estrangers, demostra el seu suport a nou pel·lícules cada any, buscant donar suport de cineastes a altres cineastes. La selecció ACID sencera fou anunciada el 21 d'abril de 2015 al web de la secció.
| Títol original         | Director(s)         | País                     |
| ---------------------- | ------------------- | ------------------------ |
| Volta à Terra          | João Pedro Plácido  | Portugal, Suïssa, França |
| Cosmodrama             | Philippe Fernandez  | França                   |
| De l'ombre il y a (QP) | Nathan Nicholovitch | França                   |
| Gaz de France          | Benoît Forgeard     | França                   |
| The Grief of Others    | Patrick Wang        | Estats Units             |
| Je suis le peuple      | Anna Roussillon     | França                   |
| Pauline s'arrache (QP) | Emilie Brisavoine   | França                   |
| Crache Coeur           | Julia Kowalski      | França, Polònia          |
| La Vanité (QP)         | Lionel Baier        | Suïssa, França           |

(QP) indicates indica pel·lícula eligible a la Palma Queer.

## Premis

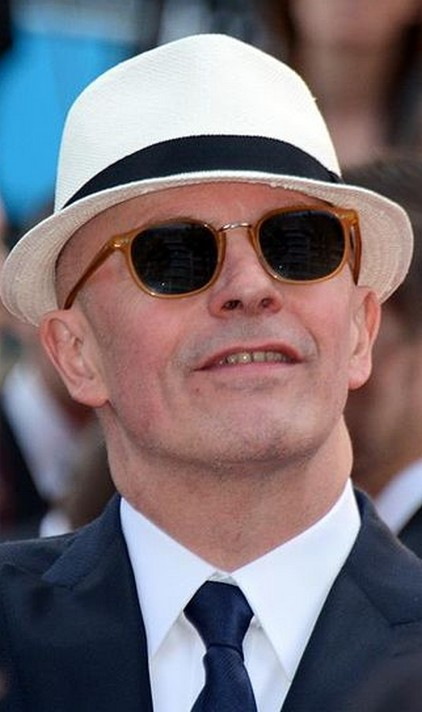
Jacques Audiard, guanyador de la Palma d'Or

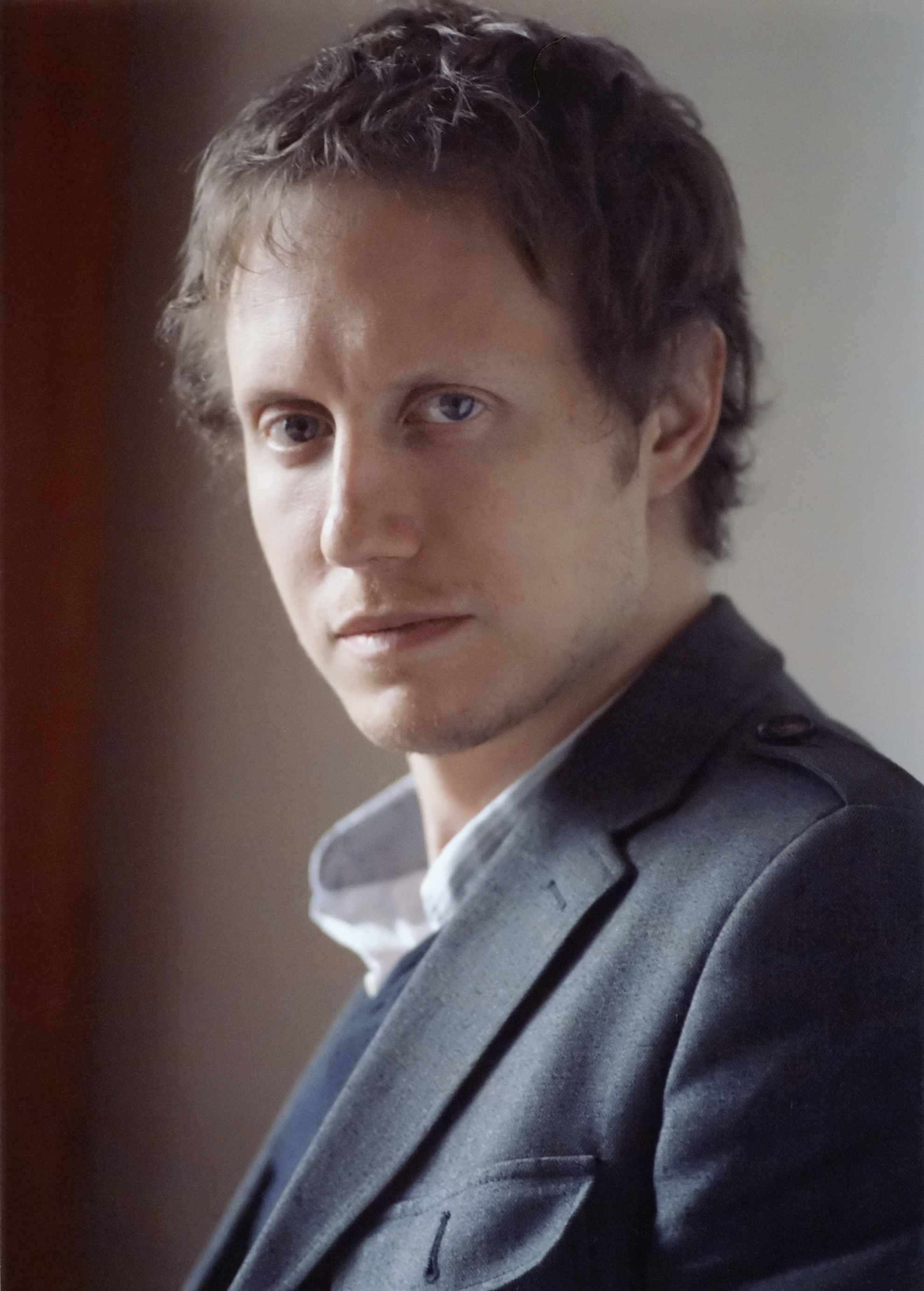
László Nemes, guanyador del Grand Prix

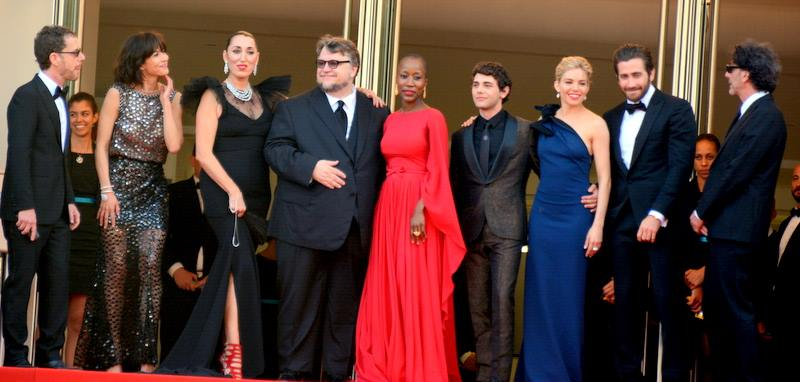
El jurat de la competició principal

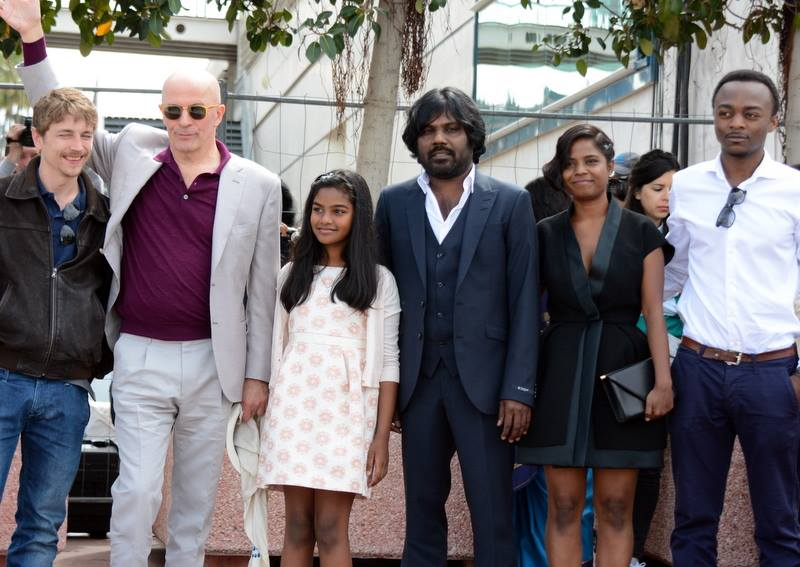
Director i estrelles de la guanyadora de la Palma d'Or Dheepan

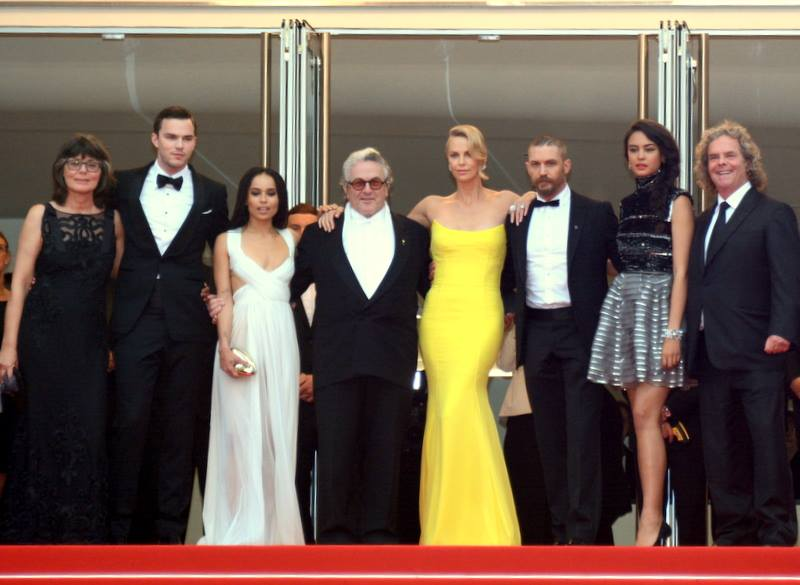
Director, productor i estrelles de Mad Max: Fury Road

### Premis oficials
En Competició
- Palma d'Or: Dheepan per Jacques Audiard
- Grand Prix: Saul fia de László Nemes
- Premi del Jurat: The lobster de Yorgos Lanthimos
- Millor director: Hou Hsiao-hsien for Nie Yin Niang
- Millor guió: Michel Franco per Chronic
- Millor actriu:
  - Rooney Mara per Carol
  - Emmanuelle Bercot per Mon roi
- Millor actor: Vincent Lindon per La Loi du marché
- Premi Especial - Palme d'Or honorífica: Agnès Varda[14]

Un Certain Regard
- Prix Un Certain Regard: Hrútar de Grímur Hákonarson
- Premi del Jurat Un Certain Regard: Zvizdan de Dalibor Matanić
- Un Certain Regard Award al millor director: Kiyoshi Kurosawa per Kishibe no tabi
- Prix Un Certain Talent: Comoara de Corneliu Porumboiu
- Premi Especial Un Certain Regard a la Promesa Futura:
  - Nahid d'Ida Panahandeh
  - Masaan de Neeraj Ghaywan

Caméra d'Or
- Caméra d'Or: La tierra y la sombra de César Augusto Acevedo

Cinéfondation
- Primer premi: Share de Pippa Bianco
- Segon Premi: Lost Queens d'Ignacio Juricic Merillán
- Tercer Premi: The Return of Erkin de Maria Guskova i Victor XX d'Ian Garrido López

Curtmetratges
- Palma d'Or al millor curtmetratge: Moug 98 d'Ely Dagher

### Premis independents
Premis FIPRESCI
- Saul fia de László Nemes (En Competició)
- Masaan de Neeraj Ghaywan (Un Certain Regard)
- La patota de Santiago Mitre (Setmana Internacional dels Crítics)

Premi Vulcan a l'Artista Tècnic
- Premi Vulcan: Tamás Zányi (disseny de so) per Saul fia

Jurat Ecumènic
- Premi del Jurat Ecumènic: Mia Madre de Nanni Moretti
- Recomanacions:
  - La Loi du marché de Stéphane Brizé
  - Taklub de Brillante Mendoza

Premis en el marc de la Setmana Internacional dels Crítics
- Gran Premi Nespresso: La patota de Santiago Mitre
- France 4 Visionary Award: La tierra y la sombra de César Augusto Acevedo
- Premi SACD: La tierra y la sombra de César Augusto Acevedo
- Premi Sony CineAlta Discoveryal curtmetratge: Chickenpox de Fulvio Risuleo
- Premi Canal+: Ramona d'Andrei Crețulescu
- Premi Gan Foundation Support for Distribution: Ni le ciel ni la terre de Clément Cogitore

Premis en el marc de la Quinzena dels Directors
- Premi Art Cinema: El abrazo de la serpiente de Ciro Guerra
- Premi SACD: Trois souvenirs de ma jeunesse d'Arnaud Desplechin
- Premi Europa Cinemas Labed: Mustang de Deniz Gamze Ergüven
- Premi Illy al Curtmetratge: Rate Me de Fyzal Boulifa
- Menció especial: The Exquisite Corpus de Peter Tscherkassky

Jurat L'Œil d'or
- L'Œil d'or: Allende, mi abuelo Allende de Marcia Tambutti Allende
- Menció especial: Jag är Ingrid de Stig Björkman

Jurat Palma Queer
- Premi Palma Queer: Carol de Todd Haynes
- Menció especial: The lobster de Yorgos Lanthimos
- Palma Queer al curtmetratge: Lost Queens de Ignacio Juricic Merillán

Jurat Palma Dog
- Premi Palma Dog: Lucky the Maltipoo per As 1001 Noites
- Gran Premi del Jurat: "Bob" per The lobster
- Premi Palm Dog Manitarian: Je suis un soldat

Prix François Chalais
- Premi François Chalais: Saul fia de László Nemes

Premi Cannes Soundtrack
- Lim Giong per Nie Yin Niang